# خدمات الصحة المهنية الأساسية
إن خدمات الصحة المهنية الأساسية هي تطبيق مبادئ الرعاية الصحية الأولية في قطاع الصحة المهنية. ويمكن الاطلاع على تعريف الرعاية الصحية الأولية في إعلان منظمة الصحة العالمية ألما أتا، الصادر في عام 1978، بوصفه الرعاية الصحية الأساسية القائمة على أساليب عملية سليمة علميًا ومقبولة اجتماعيًا، وهو المستوى الأول من الاتصال بين الأفراد والأسرة والمجتمع مع النظام الصحي الوطني، الذي يجعل الرعاية الصحية أقرب ما يمكن إلى المكان الذي يعيش فيه الناس ويعملون فيه
وقد بذلت اللجنة الدولية للصحة المهنية جهدًا لتطوير خدمات الصحة المهنية الأساسية، إذ إن خدمات الصحة المهنية لا تتاح إلا لنسبة تتراوح بين 10 و15 بالمئة من العمال في جميع أنحاء العالم. وحتى في حال توفر الخدمات، قد تكون جودتها وأهميتها متدنية، وهنالك حاجة ماسة إلى خدمات الصحة المهنية الأساسية في البلدان والقطاعات،التي لا تتوفر لديها خدمات على الإطلاق، أو التي لا تقدم لها خدمات على الإطلاق.

## الأهداف
توفير خدمات الصحة المهنية لجميع العاملين في العالم، بصرف النظر عن طريقة العمل، أو حجم مكان العمل أو الموقع الجغرافي، أي وفقًا لمبدأ توفير الخدمات الشاملة.

## الأنشطة
مراقبة بيئة العمل وتقييم المخاطر
إن مراقبة بيئة العمل هي أحد الأنشطة الرئيسية لخدمات الصحة المهنية الأساسية. ويجري ذلك لتحديد حالات التعرض الخطرة وغيرها من ظروف العمل، وتحديد العمال المعرضين، وتقييم مستويات التعرض لمختلف فئات العمال. يجب أن تتضمن دراسات المراقبة تقييم:
•العوامل المريحة التي قد تؤثر في صحة العامل.
•ظروف النظافة المهنية، وعوامل مثل: (التعرض الفيزيائي، والكيميائي، والبيولوجي)، التي قد تولد مخاطر على صحة العمال.
•تعرض العمال للعوامل النفسية السلبية، وجوانب تنظيم العمل.
•مخاطر الحوادث المهنية، والمخاطر الكبرى.
•معدات الحماية الجماعية والشخصية.
•أنظمة التحكم المصممة للقضاء على التعرض أو منعه أو تقليله.
وتقترن المعلومات المستندة إلى مراقبة بيئة العمل بالمعلومات المستمدة من الترصد الصحي، وتستخدم البيانات الأخرى المتاحة لتقييم المخاطر. ويشمل ما يلي:
•تحديد مخاطر الصحة المهنية.
•تحديد العمال أو مجموعات العمال المعرضين لمخاطر محددة.
•تحليل كيفية تأثير الخطر في العامل.
•تحديد الأفراد والمجموعات، الذين يعانون من نقاط ضعف خاصة.
•تقييم التدابير المتاحة للوقاية من المخاطر ومكافحتها.
•تقديم الاستنتاجات والتوصيات لإدارة المخاطر ومراقبة المخاطر.
•توثيق نتائج التقييم.
•الاستعراض الدوري، وإعادة تقييم المخاطر إذا لزم الأمر.
•يجب توثيق نتائج تقييم المخاطر.
الترصد الصحي والفحوص الصحية:
تجري مراقبة صحة العامل من طريق أنواع مختلفة من الفحوص الصحية. والغرض الرئيسي من الفحوص الصحية هو تقييم مدى ملاءمة العامل للقيام ببعض الوظائف، وتقييم أية إعاقة صحية قد تكون ذات صلة بالتعرض لعوامل ضارة متأصلة في عملية العمل، وتحديد حالات الأمراض المهنية، التي قد تكون ناجمة عن التعرض في العمل. تُجرى الأنواع التالية من الفحوص الصحية إما على أساس اللوائح أو جزءًا من الممارسة الصحية المهنية الجيدة:
•الفحوص الصحية قبل التعيين (قبل التوظيف).
•فحوصات صحية دورية.
•العودة إلى العمل الفحوصات الصحية.
•فحوصات الصحة العامة.
•الفحوصات الصحية عند إنهاء الخدمة أو بعد انتهائها.
إسداء المشورة بشأن التدابير الوقائية وتدابير الرقابة:
وينبغي أن تقترح خدمات الصحة المهنية تدابير مناسبة للوقاية والمكافحة من أجل القضاء على التعرض للخطر وحماية صحة العمال. وينبغي أن تكون تدابير الرقابة كافية لمنع التعرض غير الضروري في أثناء ظروف التشغيل العادية، وكذلك في أثناء الحوادث والطوارئ المحتملة. المبادئ التوجيهية للإجراءات الوقائية لإدارة ومراقبة المخاطر والمخاطر المتعلقة بالصحة والسلامة:
•مراقبة المخاطر في المصدر.
•تكنولوجيا التهوية أو التحكم.
•التحكم في الغبار.
•التدابير المريحة.
•استخدام معدات الحماية الشخصية.
•تنظيم الظروف الحرارية.